# Hildmannsfeld
Hildmannsfeld ist ein Ortsteil von Rheinmünster in Baden-Württemberg.
Urkundlich erstmals 1314 als "Hildeboldsfelde" aufgeführt, leitet sich der Ortsname wohl von einem Personennamen ab. Hildmannsfeld ist vermutlich als Ausbausiedlung der frühen Klosterzeit entstanden.
Der Ort bildete schon früh kirchlich und politisch ein Gemeinwesen mit Schwarzach. Trennungsbestrebungen unterband Abt Martin von Schwarzach 1565 mit den Worten, dass „die von Hildmannsfeld, wie von Alters hero, in der Burgerschaft Schwarzach sein und bleiben sollen“. Mitte des 18. Jahrhunderts begannen Streitigkeiten um die Trennung der Gemarkungen. Man legte fest, dass der Schwarzacher Mühlbach fortan die Grenzer beider Gemarkungen sein solle. 1811 wurde Hildmannsfeld einem Stabhalter unterstellt, der später zum Bürgermeister aufrückte. 1938 erfolgte die Vereinigung mit Schwarzach. Ungedeutet ist das Gemeindewappen mit dem "Sternzeichen des Stieres, einem der Ziffer 8 ähnlichem Zeichen. Die mehrmals abgebrannte Kapelle wurde letztmals 1732 neu erbaut und unter das Pastorat des Hl. Wolfgang gestellt.